# Écoutoux
Le Bec de l'Écoutoux est une montagne du sud de la Chartreuse, dans les Alpes, qui culmine à 1 406 m. La face sud est formée d'un anticlinal caractéristique. Sur quelques mètres au sommet, on trouve des petits lapiaz.
Elle est visible depuis les quais de l'Isère à Grenoble où elle apparaît comme un triangle, entre le mont Rachais et le mont Saint-Eynard.
Du haut de l'Écoutoux, la vue balaye :
- le Vercors (en particulier, le Moucherotte, le Grand Veymont et le mont Aiguille) ;
- le Dévoluy ;
- le Taillefer ;
- la chaîne de Belledonne ;
- la Chartreuse (en particulier, le Saint-Eynard, Chamechaude et le Rachais) ;
- par beau temps, le mont Blanc est également visible.

Aisément accessible à pied depuis Bens, un hameau du Sappey-en-Chartreuse, l’Écoutoux est réputé pour sa vue imprenable. Les locaux recommandent souvent cette promenade aux montagnards néophytes et aux familles. Chez les anciens circule un adage bien connu selon lequel « de l’Écoutoux, on voit tout ! »
Départ de l'ascension de l'Écoutoux :
- depuis le haut du hameau de Bens (le Sappey-en-Chartreuse)
- depuis le col de Palaquit (entre le Sappey et Sarcenas)

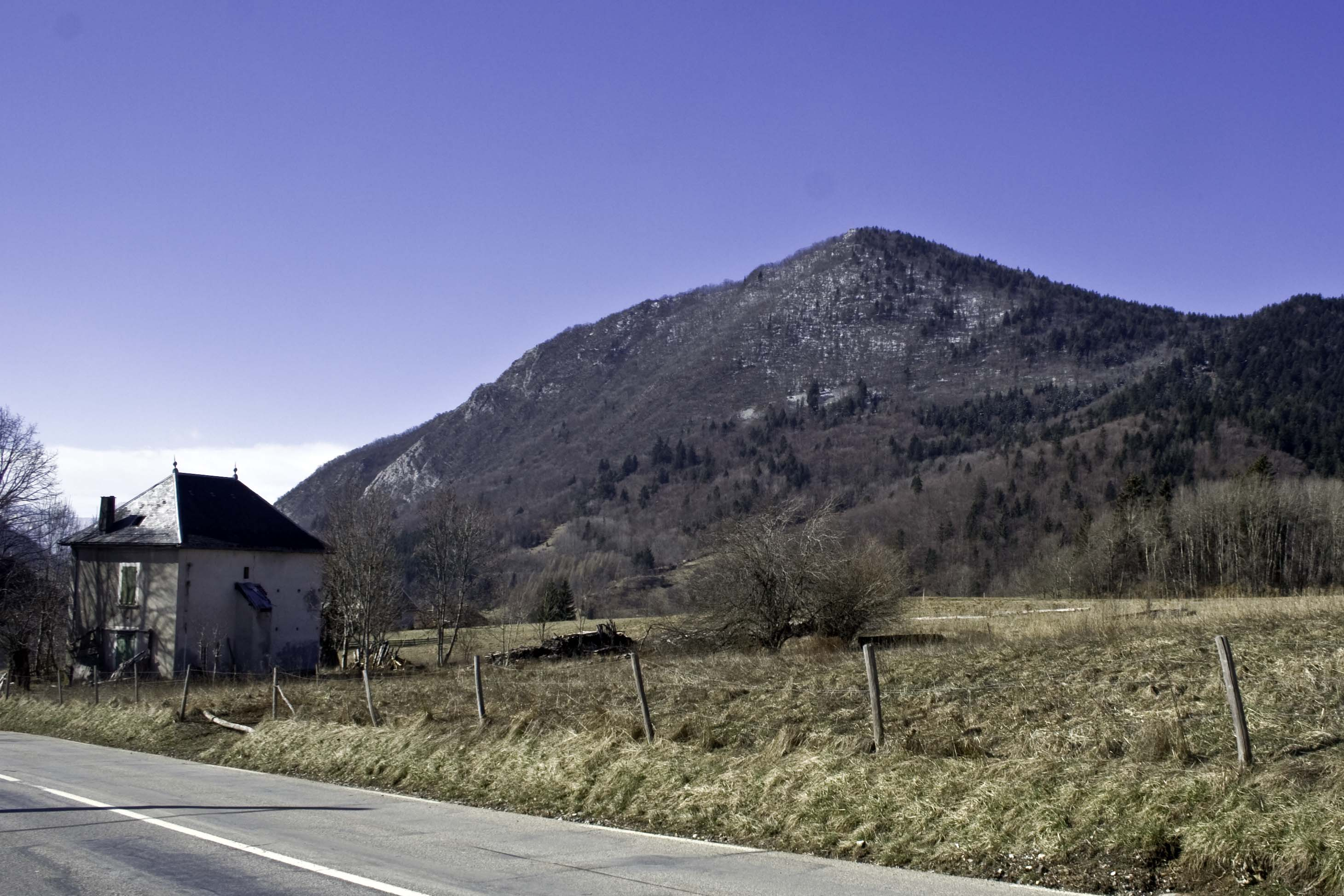
L'Écoutoux, vu du Sappey

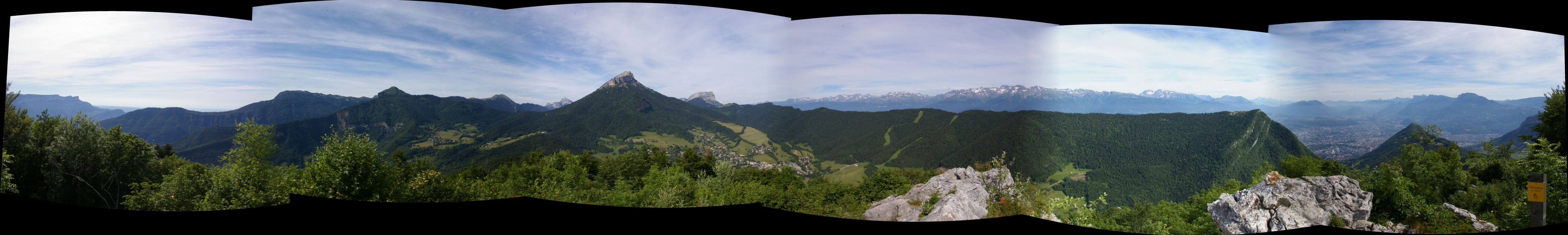
Vue depuis le sommet de l'Écoutoux